# Луїс Брюс
Луїс Брюс (нар. 1943) — американський хімік, першовідкривач колоїдних напівпровідникових нанокристалів, відомих як квантові точки, лауреат Нобелівської премії з хімії 2023 року.
З 1973 року Брюс працював в Лабораторіях Белла, де він виконав роботу, яка призвела до відкриття квантових точок. 1996 року він залишив Лабораторії Белла і відтоді викладає на кафедрі хімії в Колумбійському університеті.

## Нагороди та відзнаки
Він був обраний членом Американської академії мистецтв і наук (1998), Національної академії наук США (2004), Норвезької академії наук і літератури.
У 2010 році він отримав «нагороду видатному випускнику» від Асоціації випускників університету Райса. У 2006 році отримав премію Вуда від Оптичного товариства Америки. У 2008 році він також отримав премію Кавлі з нанонаук. У 2010 році Брюс був нагороджений премією Національної академії наук США з хімічних наук. У 2012 році він отримав премію Боуера Інституту Франкліна та премію за досягнення в науці і був обраний лауреатом Clarivate Citation з хімії «за відкриття колоїдних напівпровідникових нанокристалів (квантових точок)».
У 2023 році Брюс був нагороджений Нобелівською премією з хімії спільно з Муні Бавенді та Олексієм Єкімовим «за відкриття та синтез квантових точок». Інформація про нагородження Брюса, Бавенді та Єкімова Нобелівською премією стала відома незадовго до того, як мало бути зроблено офіційне оголошення. Голова Нобелівського комітету Шведської академії з хімії сказав, що це сталося через «…помилку Королівської шведської академії наук… рішення ще не прийнято. Переможців не обрано».